# Alekszandr Alekszandrovics Szkvorcov
Alekszandr Alekszandrovics Szkvorcov Dr. (oroszul: Александр Александрович Скворцов) (Scsolkovo, Moszkvai terület 1966. július 28.–) orosz űrhajós, ezredes.

## Életpálya
1987-ben a Sztavropoli Katonai Repülő Iskolán  pilóta-navigátor oklevelet szerzett. 1997-ben a Zsukov Katonai Akadémián magasabb parancsnoki képzésben részesült. Katonai ideje alatt pilóta, vezető pilóta, ezredparancsnok.
1997. július 28-tól részesült űrhajóskiképzésben. A Jurij Gagarin Űrhajós Kiképző Központban részesült kiképzésben. Egy űrszolgálata alatt összesen 176 napot, 1 órát, 18 percet és 13 másodpercet töltött a világűrben.

## Űrrepülések
Szojuz TMA–18 parancsnoka/ISS parancsnoka. Összesen 176 napot, 1 órát, 18 percet és 38 másodpercet töltött a világűrben.

### Tartalék személyzet
Szojuz TMA–16 parancsnoka

## Kitüntetések
- Megkapta az Arany Csillag kitüntetést.